# Deposito locomotive di Pistoia
Il deposito locomotive di Pistoia è un impianto di ricovero e manutenzione dei veicoli delle Ferrovie dello Stato Italiane ubicato all'interno del complesso della stazione di Pistoia.

## Storia
Il deposito fu istituito nel 1851. Costruito nel 1864, rimase in esercizio fino al 1994. Nel 1995, a seguito dell'istituzione dell'Associazione Toscana Treni Storici Italvapore, ha assunto il compito di impianto incaricato del restauro funzionale del materiale rotabile del parco storico delle Ferrovie dello Stato (dal 2013 gestito dalla Fondazione FS Italiane). Per questa funzione viene denominato DORS, ovvero Deposito Officina Rotabili Storici, assieme a quelli di Milano Centrale (già Officina Squadra Rialzo) e La Spezia Migliarina.